# Distrikt Andrés Avelino Cáceres Dorregaray
Der Distrikt Andrés Avelino Cáceres Dorregaray liegt in der Provinz Huamanga in der Region Ayacucho in Südzentral-Peru. Der Distrikt wurde am 6. April 2013 aus dem Distrikt Ayacucho herausgelöst. Benannt wurde der Distrikt nach Andrés Avelino Cáceres, einem General im Salpeterkrieg und Nationalheld.
Der Distrikt hat eine Fläche von 8,04 km². Beim Zensus 2017 wurden 29.230 Einwohner gezählt. Die Distriktverwaltung befindet sich in der 2750 m hoch gelegenen Jardín mit 25.726 Einwohnern (Stand 2017). Jardín liegt im Osten des Ballungsraums der Provinz- und Regionshauptstadt Ayacucho (Huamanga). Der Flughafen Ayacucho (Aeropuerto Coronel FAP Alfredo Mendivil Duarte) befindet sich innerhalb des Distrikts.

## Geographische Lage
Der Distrikt Andrés Avelino Cáceres Dorregaray liegt im Andenhochland zentral in der Provinz Huamanga. Der Distrikt ist Teil des Großraums Ayacucho. Er liegt im Nordosten. Begrenzt wird der Distrikt im Westen und im Norden vom Río Alameda sowie im Osten vom Río Huatata.
Der Distrikt Andrés Avelino Cáceres Dorregaray grenzt im äußersten Südwesten an den Distrikt Ayacucho, im Westen und im Norden an den Distrikt Jesús Nazareno, im Osten an den Distrikt Tambillo sowie im Süden an den Distrikt San Juan Bautista.